# Diastopora transversata
Diastopora transversata is een mosdiertjessoort uit de familie van de Plagioeciidae. De wetenschappelijke naam van de soort is voor het eerst geldig gepubliceerd in 1922 door Canu & Bassler.